# Christiane Edinger
Christiane Edinger (* 20. März 1945 in Potsdam) ist eine deutsche Violinistin. 

## Leben
Christiane Edinger wurde 1945 als Tochter des Pianisten und Musikpädagogen Gerhard Puchelt in Potsdam geboren. Sie wuchs in Berlin auf. Zu ihren Vorfahren gehören der Politiker und Publizist Arnold Ruge (1802–80), der Jurist und Politiker Gabriel Riesser (1806–63) und der Neurologe Ludwig Edinger (1855–1918).
Bis 1960 besuchte sie in Berlin die Königin-Luise-Schule, anschließend bis 1964 die Berliner Musikhochschule, an der Vittorio Brero ihr Lehrer war. Es folgten weitere Studien bei Joseph Fuchs an der Juilliard School of Music in New York City (1965–67), außerdem besuchte sie 1963/64 Kurse von Nathan Milstein in Gstaad.
Ihr Debüt als Konzertgeigerin feierte sie 1962 bei den Berliner Festwochen. 1964 spielte sie erstmals mit den Berliner Philharmonikern, 1966 folgte ihr Debüt in der Carnegie Recital Hall in New York. Es folgten Konzertreisen in verschiedene europäische Länder, in die USA, in die Sowjetunion, nach Südamerika, Indien, Afrika, China und Japan.
Von 1994 bis zu ihrer Pensionierung war Christiane Edinger Professorin an der Musikhochschule Lübeck.

## Quelle
- Internationales Biographisches Archiv 41/1990 vom 1. Oktober 1990

## Auszeichnungen
- Musikpreis der Stadt Berlin
- Deutscher Kritikerpreis